# Lebor Gabála Érenn
Lebor Gabála Érenn (ungefär Boken om erövringen av Irland) är titeln på en samling dikter och prosa med mytiskt och historiskt innehåll om kelternas ursprung och historia. Den sammanställdes under 1000-talet av befintliga texter. 
Lebor Gabála Érenns början förläggs till jordens skapelse såsom den berättas i Första Mosebok och fortsätter till tidig medeltid. Dess första delar är förklaringsmyter, och den berättar hur språken fötts och varifrån folken och deras länder fått sina namn.